# Bistum Cruz del Eje
Das Bistum Cruz del Eje (lat.: Dioecesis Crucis Axeatae, span.: Diócesis de Cruz del Eje) ist eine in Argentinien gelegene römisch-katholische Diözese mit Sitz in Cruz del Eje.

## Geschichte
Das Bistum Cruz del Eje wurde am 12. August 1963 durch Papst Paul VI. mit der Päpstlichen Bulle Ecclesia Christi aus Gebietsabtretungen des Erzbistums Córdoba errichtet und diesem als Suffraganbistum unterstellt. Am 25. Januar 1980 gab das Bistum Cruz del Eje Teile seines Territoriums zur Gründung der Territorialprälatur Deán Funes ab.

## Bischöfe von Cruz del Eje
- Enrique Pechuán Marín, 1963–1983
- Omar Félix Colomé, 1984–2008
- Santiago Olivera, 2008–2017, dann Militärbischof von Argentinien
- Hugo Ricardo Araya, seit 2017